# Lauterburg (Essingen)

Lauterburg um 1890, Lithographie eines unbekannten Zeichners

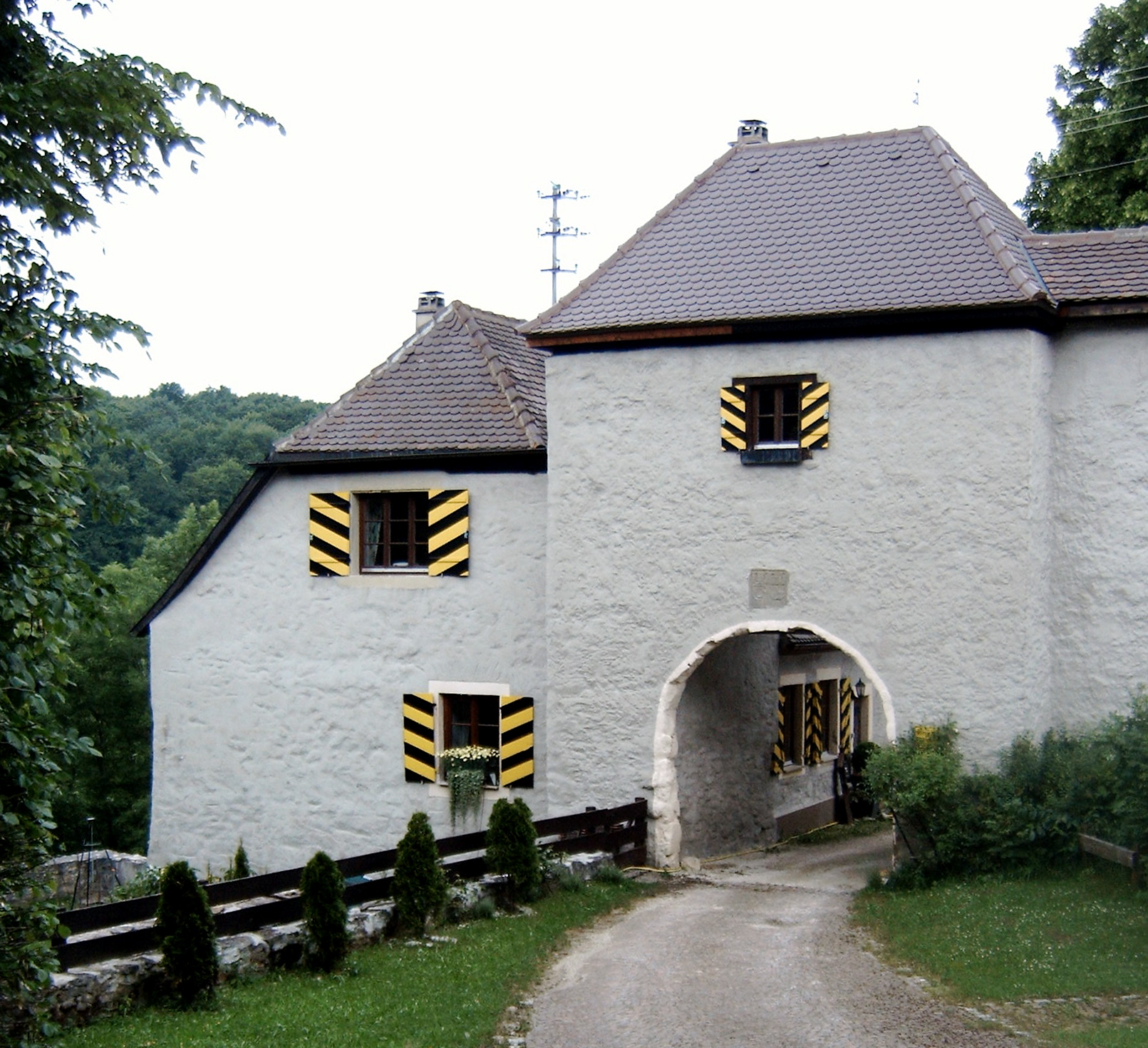
Äußeres Tor der Vorburg, 2008

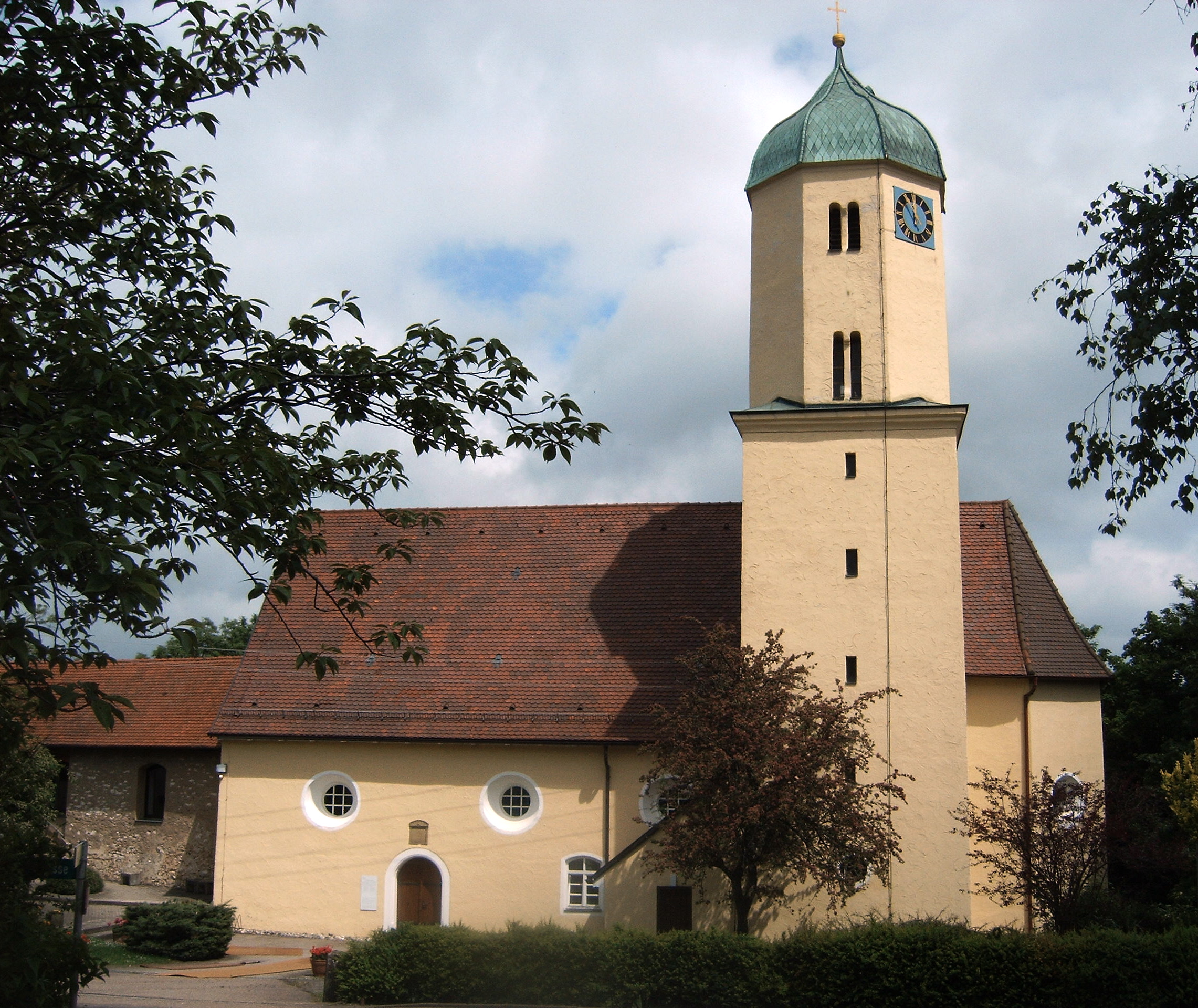
Dorfkirche

Der Ortsteil Lauterburg von Essingen im Ostalbkreis war bis 1971 eine selbständige Gemeinde. Namensgeber des Ortes ist die Burg Lauterburg.

## Lage
Lauterburg liegt auf 669 m Höhe über dem Remstal auf dem Albuch, einem nordöstlichen Teil der Schwäbischen Alb. Die Markungsfläche beträgt 1107 ha. Straßen führen von Lauterburg nach Norden zum Heubacher Ortsteil Lautern, nach Nordosten nach Essingen und nach Süden nach Bartholomä. Durch Lauterburg führt der Schwäbische-Alb-Nordrand-Weg des Schwäbischen Albvereins.

## Geschichte

### Bis zum 18. Jahrhundert
Lauterburg war ursprünglich nur der der Burg Lauterburg zugeordnete Burgweiler. Nach Lauterburg nannte sich 1128 ein Adalbert aus dem Haus der schwäbischen Pfalzgrafen. Vom 14. Jahrhundert an bestimmten die Freiherren von Woellwarth die Geschichte des Ortes. Am 6. Mai 1732 wurde das Schloss Lauterburg bei einem Brand zur Ruine.

### 19. und 20. Jahrhundert
1806 kam der Ort zum Königreich Württemberg und gehörte bis 1811 zum Oberamt Gmünd. 1811 gelangte der Ort ans Oberamt Aalen und gehörte zur Gemeinde Essingen. 1820 wurde Lauterburg eine selbständige Gemeinde des Oberamts Aalen. Das Oberamt Aalen ging 1938 im Landkreis Aalen auf. Am 1. Dezember 1971 wurde Lauterburg erneut zum Ortsteil von Essingen, welches 1973 im Zuge der Kreisreform zum Ostalbkreis kam.

### Einwohnerentwicklung
| Jahr    | Einwohner |
| ------- | --------- |
| 1850    | 629       |
| 1961    | 441       |
| 1970    | 479       |
| um 1990 | 558       |
| 2008    | 760       |

## Religionen
Aufgrund der Herrschaft der Freiherren von Woellwarth ist Lauterburg überwiegend evangelisch, die Kirchenmitglieder bilden die Kirchengemeinde Lauterburg.

## Wappen
| Wappen der früheren Gemeinde Lauterburg | Blasonierung: „In Silber über goldenem (gelbem) Schildfuß, darin eine blaue Wellenleiste, ein rotes Burgtor.“ |
| Wappen der früheren Gemeinde Lauterburg | Wappenbegründung: Das Burgtor erinnert an die untergegangene Burg Lauterburg, welche nur noch als Ruine in Teilen existiert. Die Wellenleiste erinnert an die Lage des Ortes zwischen Unterem und Oberem Wäschbach, welche beide in Lauterburg entspringen und als Quellbäche der Lauter gelten. Die Farben entstammen dem Wappen der früheren Burgherren von Woellwarth. |

## Sonstiges

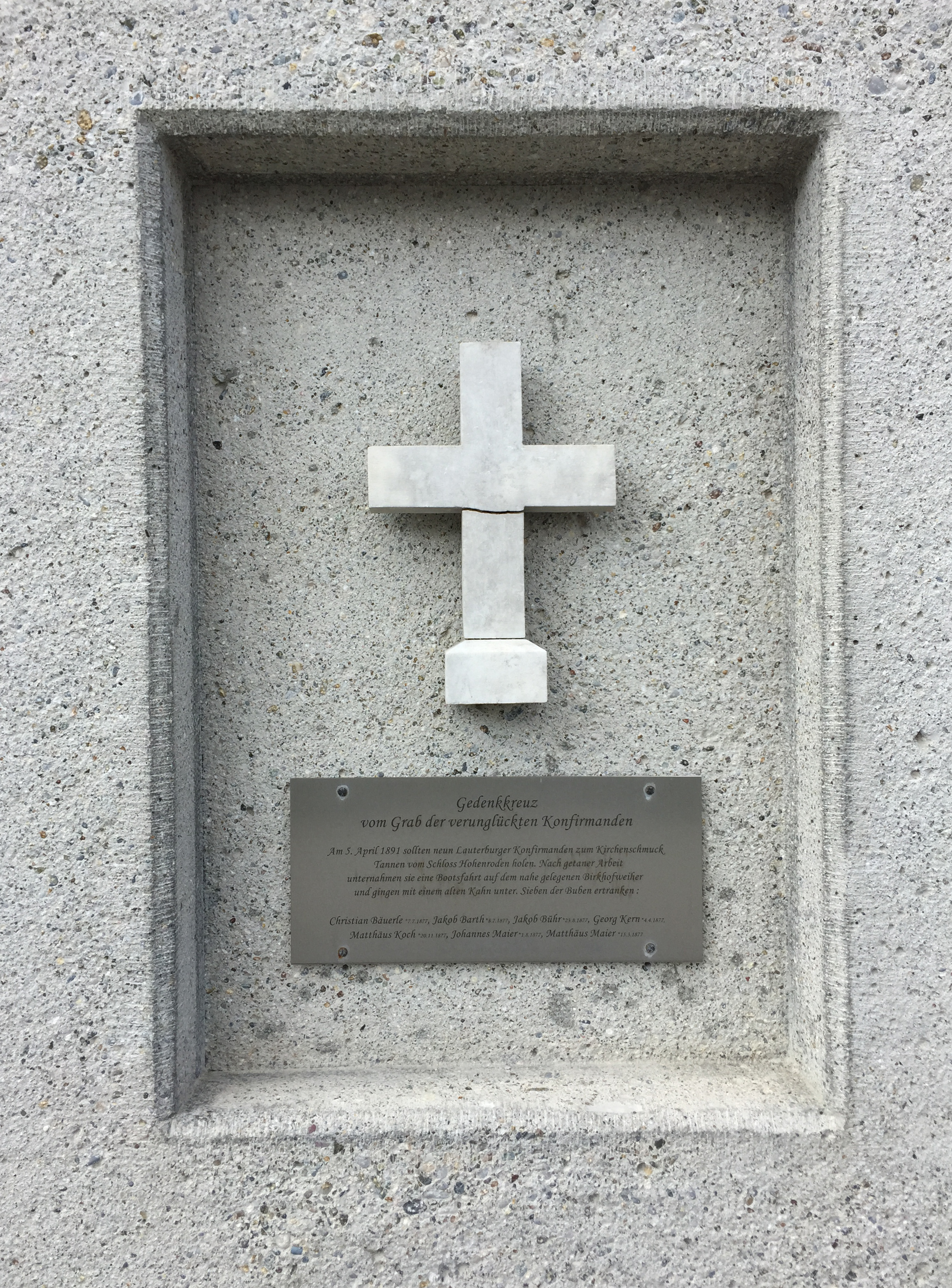
Gedenkkreuz vom Grab der verunglückten Konfirmanden

Der Ortsneckname der Einwohner Lauterburgs ist „Hagabüachane“.